# Muraltia alticola
Muraltia alticola är en jungfrulinsväxtart som beskrevs av Schlechter. Muraltia alticola ingår i släktet Muraltia och familjen jungfrulinsväxter. Inga underarter finns listade i Catalogue of Life.